# Alfred Ayer

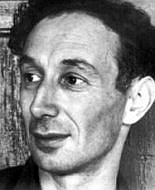
Sir Alfred Jules Ayer

Alfred Jules Ayer (Londen, 29 oktober 1910 – aldaar, 27 juni 1989), beter bekend als simpelweg A.J. Ayer (Freddie voor vrienden), was een filosoof die hielp het logisch positivisme te populariseren in Engelstalige landen door middel van zijn boeken Taal, waarheid en logica (1936) en Het probleem van kennis (1956).
Ayer woonde in Eton en studeerde de 'Greats' (de Klassieken) aan de Universiteit van Oxford. Daarna verbleef hij een jaar in Wenen, waar hij zich met name in de filosofie van de Wiener Kreis verdiepte. Tijdens de Tweede Wereldoorlog diende hij in het Britse leger en de MI6. In menig opzicht was hij de filosofische opvolger van Bertrand Russell, hoewel hij meer bekendheid bereikte door het aanpassen van ideeën van anderen dan door ware originaliteit. Hij is misschien het bekendst om zijn controleprincipe, een poging tot het creëren van een proces om te bepalen of een zin een logische betekenis heeft. Kort voor zijn dood in 1989 ontving hij publiciteit na het hebben van een ongebruikelijke bijna-doodervaring.